# Edward Livingston (1796-1840)
Pour les articles homonymes, voir Edward Livingston (homonymie), Famille Livingston et Livingston.
Edward Livingston (3 avril 1796 - 16 juin 1840, Albany), est un homme politique américain.

## Biographie
Neveu de Edward Philip Livingston, il est membre du New York State Assembly de 1833 à 1837 (dont il est speaker de 1837).

## Sources
- (en) Cet article est partiellement ou en totalité issu de l’article de Wikipédia en anglais intitulé « Edward Livingston (speaker) » (voir la liste des auteurs).